# Denis Alibec
Denis Alibec (Mangalia, 5 gennaio 1991) è un calciatore rumeno, attaccante del FCSB e della nazionale rumena.

## Caratteristiche tencniche
Gioca come punta centrale, ma anche nei ruoli di ala destra e ala sinistra, è un attaccante dotato di rapidità e controllo di palla, abile nel dribblaggio. Nel suo gioco offensivo, oltre che per le sue capacità finalizzative, si rivela anche un buon assist-man, possiede un tiro potente, calcia bene di prima intenzione, oltre a essere abile nel penetrare in area di rigore.
È mancino, sa trovare la conclusione calciando pure dalla lunga distanza, inoltre sfrutta bene le situazioni di opportunismo. Non solo è bravo nel trasformare i calci di rigore, ma tira bene anche su punizione.

## Carriera

### Club

#### Farul Costanza e Inter
Muove i suoi primi passi nel professionismo con il Farul Costanza, debutta con quest'ultimo nel 2008-2009 giocando poi 18 partite e segnando 2 reti in campionato: il primo nel pareggio per 1-1 contro il Poli Timișoara e poi con il gol del 2-0 sconfiggendo il Gloria Buzău. È stato notato da Pierluigi Casiraghi, osservatore dell'Inter omonimo dell'ex calciatore, e il 2 luglio 2009 il club di Milano lo ha acquistato per giocare con la formazione Primavera. È stato acquistato per 500000 € ed ha firmato un contratto fino al 2013.
Viene aggregato alla prima squadra nel 2010 per il ritiro invernale ad Abu Dhabi e riceve la sua prima convocazione in prima squadra l'8 gennaio 2010 in vista di Inter-Siena. Il 19 maggio 2010 è stato protagonista nella finale della Champions Under-18 Challenge, tra Bayern Monaco e Inter. I nerazzurri hanno vinto 2-0 grazie a una sua doppietta. Il 21 novembre fa il suo debutto in campionato nella partita persa 2-1 contro il Chievo Verona subentrando a Jonathan Biabiany al 68'. Il 3 dicembre sostituisce Sulley Muntari al 53' della partita persa 3-1 fuori casa con la Lazio.

#### Malines e Viitorul Costanza
Il 26 agosto 2011, dopo aver preso parte al ritiro estivo agli ordini del nuovo mister Gian Piero Gasperini, viene ceduto in prestito al Mechelen. Debutta con la maglia dei belgi l'11 settembre, perdendo 2-1 in casa con il Club Bruges segnando l'unico gol con la squadra. Il 13 marzo 2012 la squadra belga rescinde il contratto per motivi impellenti. Nel marzo 2012 si trasferisce nuovamente in prestito nella squadra rumena Viitorul Constanța. Il 1º luglio viene prolungato il prestito alla squadra rumena. Il primo gol lo segna con la rete del 3-0 battendo il Ceahlăul, sigla un gol pure contro il Concordia pareggiando per 1-1, nella partita vinta per contro il Politehnica Iași Nicolae Dică Alibec segna la doppitta decisiva del 2-1.

#### Bologna
Nell'estate del 2013,il 5 luglio passa al Bologna in prestito con diritto di riscatto della metà del cartellino. Esordisce con la maglia rossoblù in Serie A nella partita Bologna-Juventus persa per 2-0, giocando gli ultimi 4 minuti. Durante la Coppa Italia gioca due partite, la prima vinta per 1-0 contro il Brescia dove Alibec scende in campo del secondo tempo, disputa anche il match contro il Siena, all'inizio il Bologna è in svantaggio di un gol, ma nei minuti conclusivi della partita Alibec scende in campo e con il suo assist permette a Davide Moscardelli di segnare il gol del pareggio permettendo alla partita di protrarsi ai tempi supplementari dove però il Siena vince comunque per 2-1. Ha disputato delle partite anche con la squadra primavera segnando una rete nel pareggio per 2-2 con il Torino e un altro nella vittoria per 3-1 contro il Modena.

#### Astra Giurgiu e Steaua Bucarest
Il 9 gennaio 2014 viene ceduto a titolo definitivo ai romeni dell'Astra Giurgiu. Vince la Coppa di Romania battendo lo Steaua Bucarest in finale 4-2 ai calci di rigore, Alibec entra in campo nel secondo tempo ma viene espulso nei supplementari. Conquista la vittoria del campionato rumeno segnando sedici gol, il primo battendo lo Steaua Bucarest per 2-0, si ripete sconfiggendo per 2-1 il Voluntari realizzando una rete, segna il gol del 1-0 sconfiggendo il Botoșani, riesce a segnare una rete vincendo per 3-1 contro il Petrolul Ploiești, sigla il gol del 2-0 battendo il Viitorul Costanza, insacca una rete pure contro il Târgu Mureș vincendo per 4-1 inoltre con lo stesso risultato si conclude la partita vinta contro il Dinamo Bucarest dove Alibec è autore di una tripletta. Il 20 ottobre 2016 durante l'Europa League segna un gol vincendo per 2-1 ai danni del Viktoria Plzeň.
Viene acquistato dalla Steaua Bucarest il 13 ottobre 2016 per 2 milioni di euro. Durante il campionato segni otto reti, la prima nel pareggio per 1-1 contro il CFR Cluj, inoltre realizza una doppietta battendo prima l'Astra Giurgiu per 3-0 e poi sconfiggendo (sempre per 3-0) l'U Craiova. Ritorna poi a giocare con l'Astra Giurgiu, il 26 settembre 2020 segna l'ultimo gol per la squadra perdendo per 4-1 contro il Viitorul Costanza.

#### Kayserispor
Nel 2020 si trasferisce in Turchia giocando per il Kayserispor, nella Coppa di Turchia segna con un calcio di punizione la rete del 5-0 sconfiggendo lo Yomra Spor, nella partita successiva, contro il Hekimoğlu Trabzon la partita si conclude per 4-4 perdendo poi per 4-3 ai rigori, Alibec viene sostituito nel primo tempo. Nel campionato turco segna soltanto in una partita, siglando la doppietta del 2-0 sconfiggendo il Başakşehir.

#### CFR Cluj e Atromītos
Veste, nel 2021, la maglia del CFR Cluj, con la quale segna solo due gol, prima con la rete del 1-0 che decide la vittoria sul Chindia Târgoviște e poi con un rigore sconfiggendo per 4-1 lo Steaua Bucarest. Successivamente gioca in Grecia con il club dell'Atromītos, segna la rete del 3-1 battendo il Lamia, realizza un'altra rete contro l'OFI pareggiando per 2-2.

#### Farul Costanza e Al-Mu'aidar
Ritorna a giocare con il Fural Costanza vincendo l'edizione 2022-2023 del campionato rumeno, Alibec segna quattordici reti, la prima sconfiggendo per 2-1 il Voluntari, realizza due gol battendo per 3-1 il Petrolul Ploiești, inoltre realizza un tripletta sconfiggendo prima il Botoșani nella goleada che si è conclusa per 8-0 e poi nella vittoria per 7-3 contro l'U Craiova. Nelle qualificazioni per la Champions League Alibec è l'uomo partita nella vittoria per 3-2 in rimonta contro l'Urartu con due gol e un assist vincente, realizza una rete anche contro il Flora vincendo per 3-0. Si trasferisce poi in Qatar giocando per il Al-Mu'aidar disputendo in tutto 23 partite con 8 gol segnati, effettivamente Alibec non ha realizzato mai una rete in nessuna vittoria nella sua esperienza in Qatar, nel 2014 torna poi a giocare in Romania per il Furul Costanza.

### Nazionale
Debutta con la nazionale della Romania l'11 ottobre 2015 nella vittoria per 3-0 contro il Fær Øer dove Alibec scende in campo nei minuti finali. Il suo primo gol lo segna su punizione nella sconfitta in amichevole contro l'Ucraina.
Durante la UEFA Nations League apre le marcature nella vittoria per 3-2 contro l'Austria. Nelle qualificazioni per l'Europeo 2024 segna la rete del 1-0 sconfiggendo la Svizzera, ottenuta la qualificazione gioca solo due partite nel campionato continentale, nelle sconfitta per 2-0 contro il Belgio e per 3-0 contro i Paesi Bassi, entrando sempre in campo nel secondo tempo.

## Statistiche

### Presenze e reti nei club
Statistiche aggiornate al 24 maggio 2025.
| Stagione                  | Squadra                   | Campionato                | Campionato | Campionato | Coppe nazionali | Coppe nazionali | Coppe nazionali | Coppe continentali | Coppe continentali | Coppe continentali | Altre coppe | Altre coppe | Altre coppe | Totale | Totale |
| Stagione                  | Squadra                   | Comp                      | Pres       | Reti       | Comp            | Pres            | Reti            | Comp               | Pres               | Reti               | Comp        | Pres        | Reti        | Pres   | Reti   |
| ------------------------- | ------------------------- | ------------------------- | ---------- | ---------- | --------------- | --------------- | --------------- | ------------------ | ------------------ | ------------------ | ----------- | ----------- | ----------- | ------ | ------ |
| 2008-2009                 | Farul Costanza            | L1                        | 18         | 2          | CR              | 0               | 0               | -                  | -                  | -                  | -           | -           | -           | 18     | 2      |
| 2009-2010                 | Inter                     | A                         | 0          | 0          | CI              | 0               | 0               | UCL                | 0                  | 0                  | SI          | 0           | 0           | 0      | 0      |
| 2010-2011                 | Inter                     | A                         | 2          | 0          | CI              | 0               | 0               | UCL                | 0                  | 0                  | SI+SU+Cmc   | 0           | 0           | 2      | 0      |
| Totale Inter              | Totale Inter              | Totale Inter              | 2          | 0          |                 | 0               | 0               |                    | 0                  | 0                  |             | 0           | 0           | 2      | 0      |
| 2011-mar. 2012            | Mechelen                  | D1                        | 11         | 1          | CB              | 1               | 0               | -                  | -                  | -                  | -           | -           | -           | 12     | 1      |
| mar.-giu. 2012            | Viitorul Constanța        | L2                        | 0          | 0          | CR              | -               | -               | -                  | -                  | -                  | -           | -           | -           | 0      | 0      |
| 2012-2013                 | Viitorul Constanța        | L2                        | 23         | 5          | CR              | 0               | 0               | -                  | -                  | -                  | -           | -           | -           | 23     | 5      |
| Totale Viitorul Constanța | Totale Viitorul Constanța | Totale Viitorul Constanța | 23         | 5          |                 | 0               | 0               |                    | -                  | -                  |             | -           | -           | 23     | 5      |
| 2013-gen. 2014            | Bologna                   | A                         | 1          | 0          | CI              | 2               | 0               | -                  | -                  | -                  | -           | -           | -           | 3      | 0      |
| gen.-giu. 2014            | Astra Giurgiu             | L1                        | 9          | 5          | CR              | 2               | 0               | -                  | -                  | -                  | -           | -           | -           | 11     | 5      |
| 2014-2015                 | Astra Giurgiu             | L1                        | 16         | 8          | CR+CdL          | 0+2             | 2               | UEL                | 0                  | 0                  | SR          | 0           | 0           | 18     | 10     |
| 2015-2016                 | Astra Giurgiu             | L1                        | 17+9       | 8+8        | CR+CdL          | 2+2             | 0+2             | UEL                | 3                  | 1                  | -           | -           | -           | 33     | 19     |
| 2016-gen. 2017            | Astra Giurgiu             | L1                        | 13         | 3          | CR+CdL          | 1+1             | 0+1             | UCL+UEL            | 0+7                | 3                  | SR          | 0           | 0           | 22     | 7      |
| gen.-giu. 2017            | Steaua Bucarest           | L1                        | 4+10       | 2+6        | CR+CdL          | 0+1             | 1               | UCL+UEL            | -                  | -                  | -           | -           | -           | 15     | 9      |
| 2017-2018                 | Steaua Bucarest           | L1                        | 13+7       | 1          | CR              | 0               | 0               | UCL+UEL            | 4+3                | 1+1                | -           | -           | -           | 27     | 3      |
| Totale Steaua Bucarest    | Totale Steaua Bucarest    | Totale Steaua Bucarest    | 17+17      | 3+6        |                 | 1               | 1               |                    | 7                  | 2                  |             | 0           | 0           | 42     | 12     |
| 2018-2019                 | Astra Giurgiu             | L1                        | 19+7       | 4+1        | CR              | 4               | 2               | -                  | -                  | -                  | -           | -           | -           | 30     | 7      |
| 2019-2020                 | Astra Giurgiu             | L1                        | 19+6       | 10+4       | CR              | 1               | 0               | -                  | -                  | -                  | -           | -           | -           | 26     | 14     |
| set. 2020                 | Astra Giurgiu             | L1                        | 5          | 1          | CR              | 0               | 0               | -                  | -                  | -                  | -           | -           | -           | 5      | 1      |
| Totale Astra Giurgiu      | Totale Astra Giurgiu      | Totale Astra Giurgiu      | 98+22      | 39+13      |                 | 15              | 7               |                    | 10                 | 4                  |             | 0           | 0           | 145    | 63     |
| set. 2020-2021            | Kayserispor               | SL                        | 15         | 2          | TK              | 2               | 1               | -                  | -                  | -                  | -           | -           | -           | 17     | 3      |
| 2021-gen. 2022            | Cluj                      | L1                        | 12         | 2          | CR              | 0               | 0               | UCL+UEL+UECL       | 2+2+5              | 0                  | SR          | -           | -           | 21     | 2      |
| gen.-giu. 2022            | Atromītos                 | SL                        | 8+5        | 2          | CG              | -               | -               | -                  | -                  | -                  | -           | -           | -           | 13     | 2      |
| 2022-2023                 | Farul Costanza            | L1                        | 31         | 14         | CR              | 0               | 0               | -                  | -                  | -                  | -           | -           | -           | 31     | 14     |
| lug.-ago. 2023            | Farul Costanza            | L1                        | 0          | 0          | CR              | 0               | 0               | UCL+UECL           | 2+3                | 0+3                | SR          | 1           | 0           | 6      | 3      |
| 2023-2024                 | Al-Mu'aidar               | QSL                       | 21         | 5          | CQ+CdL          | 1+1             | 2+2             | -                  | -                  | -                  | -           | -           | -           | 23     | 9      |
| 2024-2025                 | Farul Costanza            | L1                        | 30         | 9          | CR              | 4               | 1               | -                  | -                  | -                  | -           | -           | -           | 34     | 10     |
| Totale Farul Costanza     | Totale Farul Costanza     | Totale Farul Costanza     | 79         | 25         |                 | 4               | 1               |                    | 5                  | 3                  |             | 1           | 0           | 89     | 29     |
| 2025-2026                 | FCSB                      | L1                        | -          | -          | CR              | -               | -               | UCL+UEL            | 1+0                | -                  | SR          | -           | -           | -      | -      |
| Totale carriera           | Totale carriera           | Totale carriera           | 331        | 103        |                 | 27              | 14              |                    | 31                 | 9                  |             | 1           | 0           | 390    | 126    |

### Cronologia presenze e reti in nazionale
| Cronologia completa delle presenze e delle reti in nazionale ― Romania | Cronologia completa delle presenze e delle reti in nazionale ― Romania | Cronologia completa delle presenze e delle reti in nazionale ― Romania | Cronologia completa delle presenze e delle reti in nazionale ― Romania | Cronologia completa delle presenze e delle reti in nazionale ― Romania | Cronologia completa delle presenze e delle reti in nazionale ― Romania | Cronologia completa delle presenze e delle reti in nazionale ― Romania | Cronologia completa delle presenze e delle reti in nazionale ― Romania |
| Data                                                                   | Città                                                                  | In casa                                                                | Risultato                                                              | Ospiti                                                                 | Competizione                                                           | Reti                                                                   | Note                                                                   |
| ---------------------------------------------------------------------- | ---------------------------------------------------------------------- | ---------------------------------------------------------------------- | ---------------------------------------------------------------------- | ---------------------------------------------------------------------- | ---------------------------------------------------------------------- | ---------------------------------------------------------------------- | ---------------------------------------------------------------------- |
| 11-10-2015                                                             | Tórshavn                                                               | Fær Øer                                                                | 0 – 3                                                                  | Romania                                                                | Qual. Euro 2016                                                        | -                                                                      | 90’                                                                    |
| 25-5-2016                                                              | Como                                                                   | Romania                                                                | 1 – 1                                                                  | RD del Congo                                                           | Amichevole                                                             | -                                                                      | 68’                                                                    |
| 29-5-2016                                                              | Torino                                                                 | Romania                                                                | 3 – 4                                                                  | Ucraina                                                                | Amichevole                                                             | 1                                                                      | 57’                                                                    |
| 3-6-2016                                                               | Bucarest                                                               | Romania                                                                | 5 – 1                                                                  | Georgia                                                                | Amichevole                                                             | -                                                                      | 83’                                                                    |
| 10-6-2016                                                              | Saint-Denis                                                            | Francia                                                                | 2 – 1                                                                  | Romania                                                                | Euro 2016 - 1º turno                                                   | -                                                                      | 61’                                                                    |
| 19-6-2016                                                              | Lione                                                                  | Romania                                                                | 0 – 1                                                                  | Albania                                                                | Euro 2016 - 1º turno                                                   | -                                                                      | 57’                                                                    |
| 26-3-2017                                                              | Cluj-Napoca                                                            | Romania                                                                | 0 – 0                                                                  | Danimarca                                                              | Qual. Mondiali 2018                                                    | -                                                                      | 63’                                                                    |
| 9-11-2017                                                              | Cluj-Napoca                                                            | Romania                                                                | 2 – 0                                                                  | Turchia                                                                | Amichevole                                                             | -                                                                      | 77’                                                                    |
| 14-11-2017                                                             | Bucarest                                                               | Romania                                                                | 0 – 3                                                                  | Paesi Bassi                                                            | Amichevole                                                             | -                                                                      | 67’                                                                    |
| 15-11-2019                                                             | Bucarest                                                               | Romania                                                                | 0 – 2                                                                  | Svezia                                                                 | Qual. Euro 2020                                                        | -                                                                      | 73’                                                                    |
| 4-9-2020                                                               | Bucarest                                                               | Romania                                                                | 1 – 1                                                                  | Irlanda del Nord                                                       | UEFA Nations League 2020-2021 - 1º turno                               | -                                                                      |                                                                        |
| 7-9-2020                                                               | Vienna                                                                 | Austria                                                                | 2 – 3                                                                  | Romania                                                                | UEFA Nations League 2020-2021 - 1º turno                               | 1                                                                      | 68’                                                                    |
| 8-10-2020                                                              | Reykjavík                                                              | Islanda                                                                | 2 – 1                                                                  | Romania                                                                | Qual. Euro 2020                                                        | -                                                                      | 46’                                                                    |
| 11-10-2020                                                             | Oslo                                                                   | Norvegia                                                               | 4 – 0                                                                  | Romania                                                                | UEFA Nations League 2020-2021 - 1º turno                               | -                                                                      | 90+1’                                                                  |
| 14-10-2020                                                             | Ploiești                                                               | Romania                                                                | 0 – 1                                                                  | Austria                                                                | UEFA Nations League 2020-2021 - 1º turno                               | -                                                                      | 62’                                                                    |
| 11-11-2020                                                             | Ploiești                                                               | Romania                                                                | 5 – 3                                                                  | Bielorussia                                                            | Amichevole                                                             | -                                                                      | 76’                                                                    |
| 18-11-2020                                                             | Belfast                                                                | Irlanda del Nord                                                       | 1 – 1                                                                  | Romania                                                                | UEFA Nations League 2020-2021 - 1º turno                               | -                                                                      | 87’                                                                    |
| 2-6-2021                                                               | Ploiești                                                               | Romania                                                                | 1 – 2                                                                  | Georgia                                                                | Amichevole                                                             | -                                                                      | 58’                                                                    |
| 6-6-2021                                                               | Middlesbrough                                                          | Inghilterra                                                            | 1 – 0                                                                  | Romania                                                                | Amichevole                                                             | -                                                                      | 66’                                                                    |
| 2-9-2021                                                               | Reykjavík                                                              | Islanda                                                                | 0 – 2                                                                  | Romania                                                                | Qual. Mondiali 2022                                                    | -                                                                      | 76’                                                                    |
| 11-11-2021                                                             | Bucarest                                                               | Romania                                                                | 0 – 0                                                                  | Islanda                                                                | Qual. Mondiali 2022                                                    | -                                                                      | 67’                                                                    |
| 14-11-2021                                                             | Vaduz                                                                  | Liechtenstein                                                          | 0 – 2                                                                  | Romania                                                                | Qual. Mondiali 2022                                                    | -                                                                      | 63’                                                                    |
| 29-3-2022                                                              | Netanya                                                                | Israele                                                                | 2 – 2                                                                  | Romania                                                                | Amichevole                                                             | -                                                                      | 58’                                                                    |
| 4-6-2022                                                               | Podgorica                                                              | Montenegro                                                             | 2 – 0                                                                  | Romania                                                                | UEFA Nations League 2022-2023 - 1º turno                               | -                                                                      | 65’                                                                    |
| 7-6-2022                                                               | Zenica                                                                 | Bosnia ed Erzegovina                                                   | 1 – 0                                                                  | Romania                                                                | UEFA Nations League 2022-2023 - 1º turno                               | -                                                                      | 74’                                                                    |
| 23-9-2022                                                              | Helsinki                                                               | Finlandia                                                              | 1 – 1                                                                  | Romania                                                                | UEFA Nations League 2022-2023 - 1º turno                               | -                                                                      | 67’                                                                    |
| 26-9-2022                                                              | Bucarest                                                               | Romania                                                                | 4 – 1                                                                  | Bosnia ed Erzegovina                                                   | UEFA Nations League 2022-2023 - 1º turno                               | -                                                                      | 64’                                                                    |
| 25-3-2023                                                              | Andorra la Vella                                                       | Andorra                                                                | 0 – 2                                                                  | Romania                                                                | Qual. Euro 2024                                                        | 1                                                                      |                                                                        |
| 28-3-2023                                                              | Bucarest                                                               | Romania                                                                | 2 – 1                                                                  | Bielorussia                                                            | Qual. Euro 2024                                                        | -                                                                      | 77’                                                                    |
| 16-6-2023                                                              | Pristina                                                               | Kosovo                                                                 | 0 – 0                                                                  | Romania                                                                | Qual. Euro 2024                                                        | -                                                                      | 86’                                                                    |
| 19-6-2023                                                              | Lucerna                                                                | Svizzera                                                               | 2 – 2                                                                  | Romania                                                                | Qual. Euro 2024                                                        | -                                                                      | 73’                                                                    |
| 9-9-2023                                                               | Bucarest                                                               | Romania                                                                | 1 – 1                                                                  | Israele                                                                | Qual. Euro 2024                                                        | 1                                                                      | 64’                                                                    |
| 12-9-2023                                                              | Bucarest                                                               | Romania                                                                | 2 – 0                                                                  | Kosovo                                                                 | Qual. Euro 2024                                                        | -                                                                      | 46’                                                                    |
| 12-10-2023                                                             | Budapest                                                               | Bielorussia                                                            | 0 – 0                                                                  | Romania                                                                | Qual. Euro 2024                                                        | -                                                                      | 62’                                                                    |
| 15-10-2023                                                             | Bucarest                                                               | Romania                                                                | 4 – 0                                                                  | Andorra                                                                | Qual. Euro 2024                                                        | -                                                                      | 65’                                                                    |
| 21-11-2023                                                             | Bucarest                                                               | Romania                                                                | 1 – 0                                                                  | Svizzera                                                               | Qual. Euro 2024                                                        | 1                                                                      | 83’                                                                    |
| 26-3-2024                                                              | Madrid                                                                 | Colombia                                                               | 3 – 2                                                                  | Romania                                                                | Amichevole                                                             | -                                                                      | 57’                                                                    |
| 22-6-2024                                                              | Colonia                                                                | Belgio                                                                 | 2 – 0                                                                  | Romania                                                                | Euro 2024 - 1º turno                                                   | -                                                                      | 81’                                                                    |
| 2-7-2024                                                               | Monaco di Baviera                                                      | Romania                                                                | 0 – 3                                                                  | Paesi Bassi                                                            | Euro 2024 - Ottavi di finale                                           | -                                                                      | 72’                                                                    |
| 9-9-2024                                                               | Bucarest                                                               | Romania                                                                | 3 – 1                                                                  | Lituania                                                               | UEFA Nations League 2024-2025 - 1º turno                               | -                                                                      | 88’                                                                    |
| 15-11-2024                                                             | Bucarest                                                               | Romania                                                                | 3 – 0 tav                                                              | Kosovo                                                                 | UEFA Nations League 2024-2025 - 1º turno                               | -                                                                      | 64’                                                                    |
| 21-3-2025                                                              | Bucarest                                                               | Romania                                                                | 0 – 1                                                                  | Bosnia ed Erzegovina                                                   | Qual. Mondiali 2026                                                    | -                                                                      | 80’                                                                    |
| 24-3-2025                                                              | Serravalle                                                             | San Marino                                                             | 1 – 5                                                                  | Romania                                                                | Qual. Mondiali 2026                                                    | 1                                                                      | 80’                                                                    |
| 7-6-2025                                                               | Vienna                                                                 | Austria                                                                | 2 – 1                                                                  | Romania                                                                | Qual. Mondiali 2026                                                    | -                                                                      | 78’                                                                    |
| 10-6-2025                                                              | Bucarest                                                               | Romania                                                                | 2 – 0                                                                  | Cipro                                                                  | Qual. Mondiali 2026                                                    | -                                                                      | 73’                                                                    |
| Totale                                                                 |                                                                        | Presenze                                                               | 45                                                                     |                                                                        | Reti                                                                   | 6                                                                      |                                                                        |

## Palmarès

### Club

#### Competizioni giovanili
- Champions Under-18 Challenge: 1

Inter: 2010
- Torneo di Viareggio: 1

Inter: 2011

#### Competizioni nazionali
- Supercoppa italiana: 1

Inter: 2010
- Coppa Italia: 1

Inter: 2010-2011
- Liga II: 1

Viitorul Constanța: 2011-2012
- Coppa di Romania: 1

Astra Giurgiu: 2013-2014
- Supercoppa di Romania: 3

Astra Giurgiu: 2014, 2016
FCSB: 2025
- Campionato rumeno: 2

Astra Giurgiu: 2015-2016
Farul Costanza: 2022-2023

#### Competizioni internazionali
- Coppa del mondo per club: 1

Inter: 2010

### Individuale
- Calciatore rumeno dell'anno: 1

2016